# آوای جنگل
آوای جنگل (انگلیسی: Call of the Jungle) یک فیلم ماجراجویی معمایی آمریکایی به کارگردانی فیل روزن است که در سال ۱۹۴۴ منتشر شد.

## بازیگران
- آن کوریو
- جان دیویدسون
- کلودیا دل
- آی. استنفورد جالی
- فیلیپ فن زانت
- جی سیلورهیلز
- جیمز بوش